# فوند ديس بلانكس
فوند ديس بلانكس هي مدينة من مدن هايتي. يبلغ عدد سكانها 507 نسمة وذلك حسب إحصائيات سنة 2009. تبلغ مساحتها 0.73 كم².